# Santa Gertrudes (São Paulo)
Santa Gertrudes é um município brasileiro do estado de São Paulo. Sua população estimada pelo IBGE em 2024 era de 24.107 habitantes. 

## História
Teve sua origem na gleba de terra denominada Laranja Azeda que pertenceu à sesmaria do Morro Azul e que foi adquirida em 18 de junho de 1821 pelo brigadeiro Manuel Rodrigues Jordão e sua esposa Gertrudes Galvão de Oliveira Lacerda, genitores de Amador Rodrigues de Lacerda Jordão, Barão de São João do Rio Claro.[carece de fontes?]
O barão, herdando a gleba após o falecimento de sua mãe (já viúva do brigadeiro) em 1848, funda nela uma fazenda denominando-a Fazenda Santa Gertrudes, em homenagem à mãe, iniciando com um engenho de cana-de-açúcar e depois cultivando café.
No ano de 1876 — já sob a administração do Marquês de Três Rios, Joaquim Egídio de Sousa Aranha, que havia se casado com Maria Hipolita dos Santos Silva, viúva do Barão de São João do Rio Claro (falecido em 1873) —, a ferrovia passa pela divisa da fazenda Santa Gertrudes e o povoado que se formou ao redor da estação (denominado inicialmente de "Gramado" devido às pastagens do lugar) deu origem em 1916 por decreto estadual de Altino Arantes ao distrito de paz de Santa Gertrudes pertencente à comarca de Rio Claro.
Em 24 de dezembro de 1948 o distrito emancipou-se de Rio Claro e passou a denominar-se município de Santa Gertrudes. Em 13 de Março de 1949 houve a primeira eleição municipal saindo eleito o 1º prefeito Oscar Rafael da Rocha.

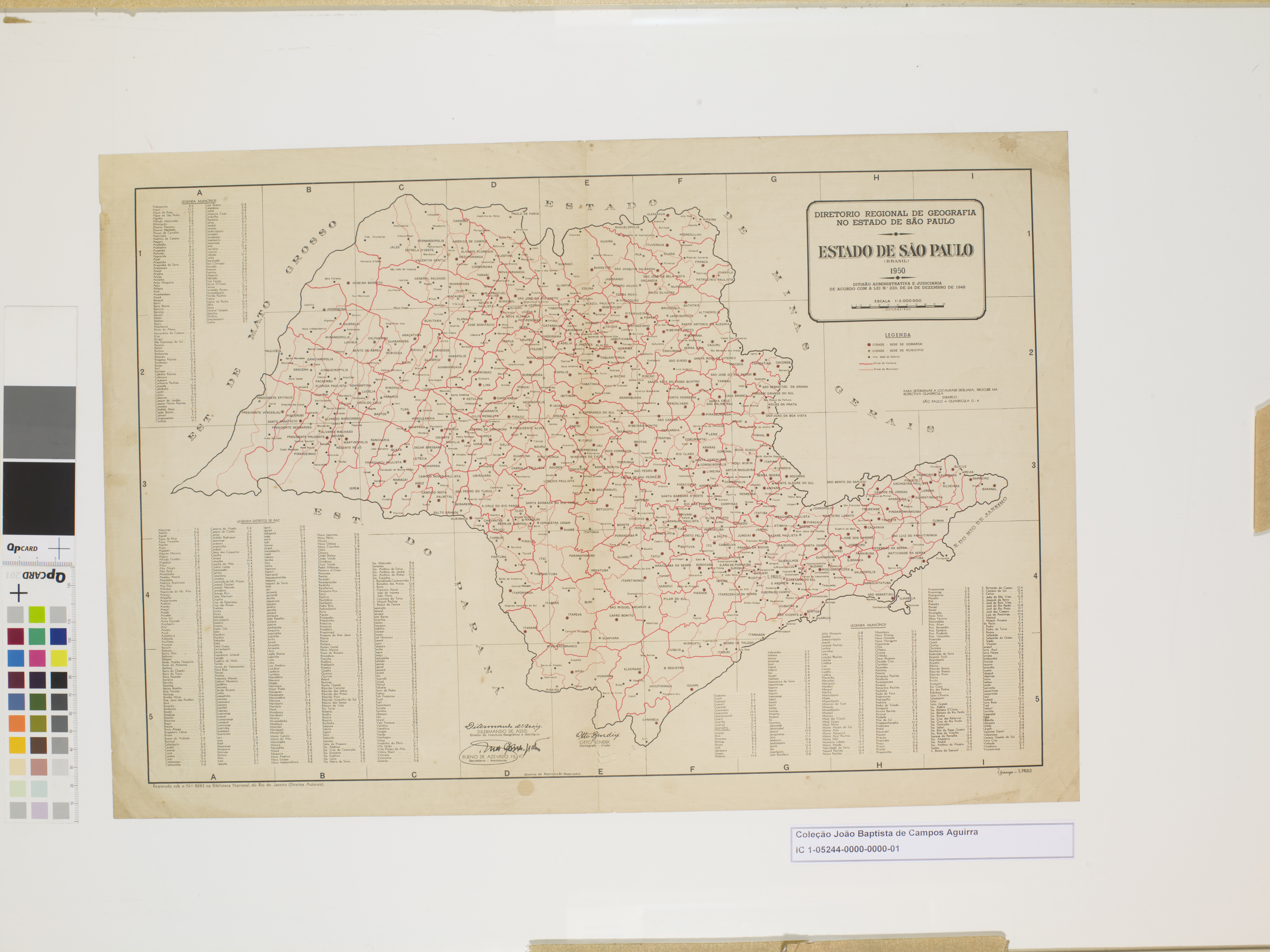
Estado de São Paulo (1948).

## Geografia
Localiza-se a uma latitude 22º27'24" sul e a uma longitude 47º31'49" oeste, estando a uma altitude de 595 metros.

### Hidrografia
- Córrego Santa Gertrudes

### Rodovias

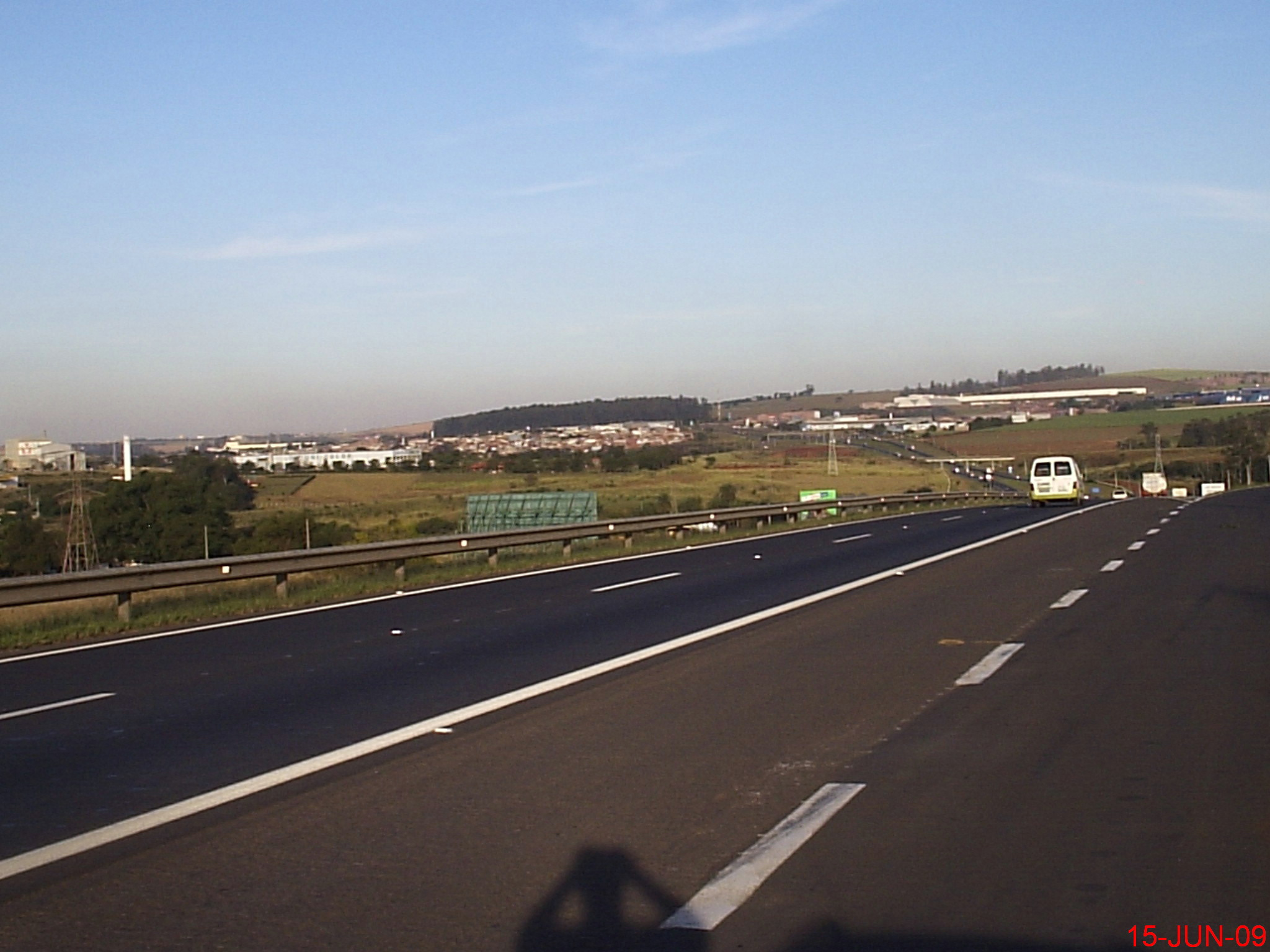
Trecho da Rodovia Washington Luís.

- Rodovia Constante Peruchi (SP-316)
- Rodovia Washington Luís (SP-310)

### Ferrovias

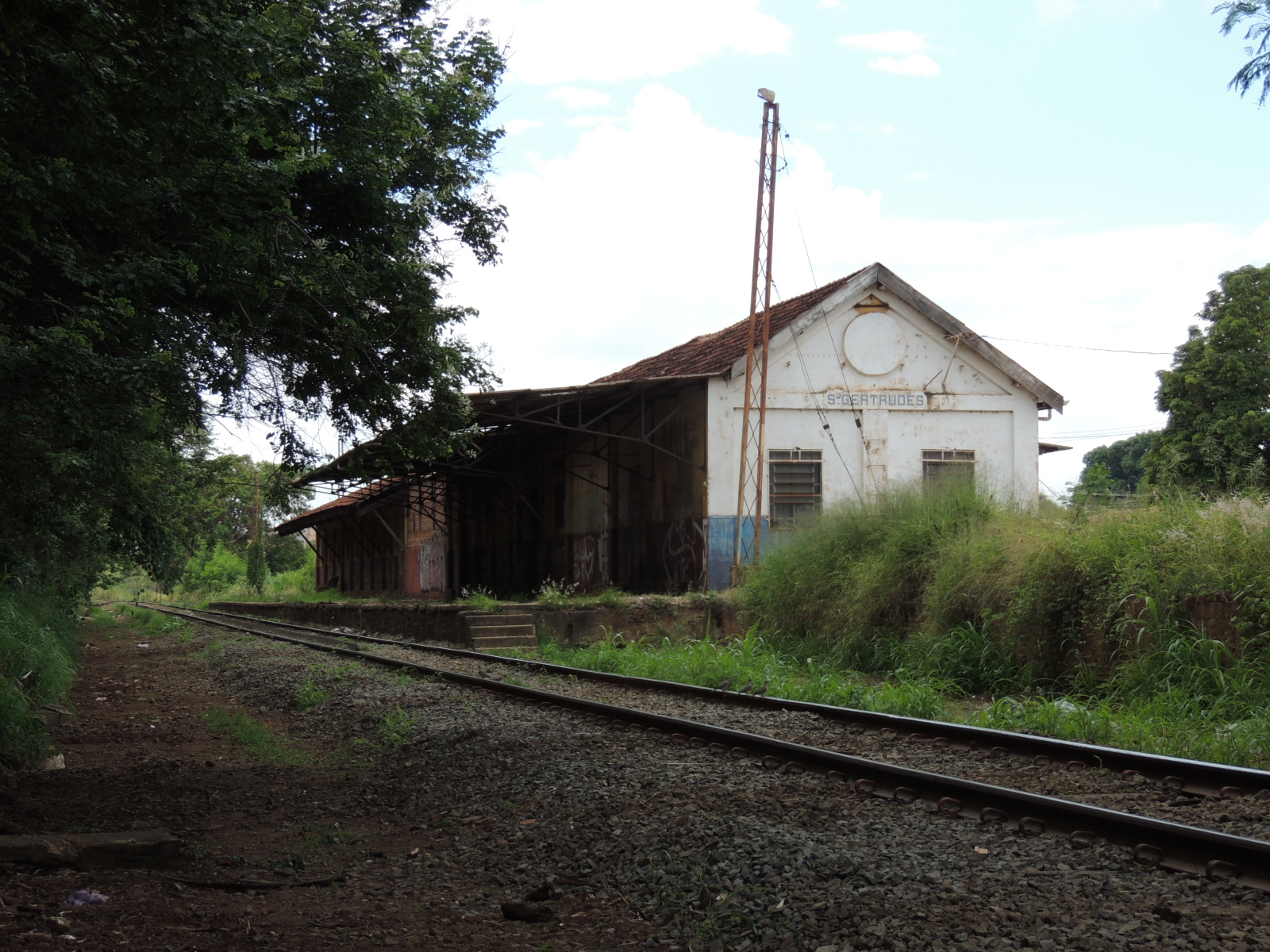
Antiga estação ferroviária.

- Linha Tronco da antiga Companhia Paulista de Estradas de Ferro.

## Demografia

### População
| Crescimento populacional                             | Crescimento populacional | Crescimento populacional | Crescimento populacional |
| Ano                                                  | População Total          |                          | %±                       |
| ---------------------------------------------------- | ------------------------ | ------------------------ | ------------------------ |
| 1950                                                 | 4 854                    |                          | —                        |
| 1958                                                 | 4 577                    |                          | −5,7%                    |
| 1960                                                 | 5 130                    |                          | 12,1%                    |
| 1970                                                 | 6 010                    |                          | 17,2%                    |
| 1980                                                 | 7 987                    |                          | 32,9%                    |
| 1991                                                 | 10 485                   |                          | 31,3%                    |
| 2000                                                 | 15 906                   |                          | 51,7%                    |
| 2010                                                 | 21 634                   |                          | 36,0%                    |
| 2022                                                 | 23 611                   |                          | 9,1%                     |
| Est. 2024                                            | 24 107                   | [ 5 ]                    | 2,1%                     |
| Fontes: Censos Demográficos IBGE e Estimativas SEADE |                          |                          |                          |

## Política e administração

### Cidades-irmãs
- Novellara, Itália
- São José do Mantimento, Brasil

## Economia
A primeira atividade econômica no local é a produção de açúcar, com 3.000 arrobas por mês. A fazenda Santa Gertrudes durante alguns anos manteve o nome “Laranja Azeda” em sua propriedade, isso porque o local ainda necessitava dessa referência para os mais antigos, que conheciam o local com esse nome desde os primórdios.[carece de fontes?]
Durante cerca de 10 anos, a Fazenda despontava como um importante celeiro de produção de açúcar no estado. Porém, um novo tipo de economia começava a despontar e despertar o interesse dos fazendeiros da região. A cultura do café chega então à região como sendo uma promissora manufatura, possibilitando altos rendimentos e a certeza de grandes vendas para o mercado externo. Nesse momento, a área da Fazenda Santa Gertrudes era de 585 alqueires, tendo como limites a propriedade do Senador Vergueiro, a Fazenda Ibicaba, o Sítio Morro Azul de propriedade de Godoy Bueno, e o Sítio da Assistência de Joaquim Antonio de Athayde.[carece de fontes?]
Na busca de novas opções, os moradores descobriram a boa qualidade e a facilidade de obtenção da rica argila existente no subsolo. As primeiras cerâmicas surgiram nas décadas de 20 e 30 para a produção de telhas e tijolos. Na época, a preparação da argila era feita com tração animal e a produção era basicamente manual. Mais tarde, as unidades passaram a produzir pisos. Hoje, Santa Gertrudes e suas cidades próximas formam o maior polo cerâmico das Américas, com maior região de cerâmicas do Brasil. De acordo com a Associação Paulista das Cerâmicas de Revestimento (Aspacer), são 48 indústrias, responsáveis por 13 mil empregos diretos e 195 mil indiretos.[carece de fontes?]
Oficialmente, Santa Gertrudes é a Capital da Cerâmica de Pisos e Revestimentos, no Estado de São Paulo, Lei 16.751/2018 e, nacionalmente, através da Lei 14.869/2024.

## Infraestrutura

### Comunicações
O sistema de telefones automáticos foi inaugurado na cidade em 1973 pela Telecomunicações de São Paulo (TELESP), que também implantou o sistema de discagem direta à distância (DDD) em 1982 com o código de área (0195). Anteriormente a cidade era atendida pela Companhia Telefônica Brasileira (CTB).
Na década de 90 o código DDD da cidade foi alterado para (019), para padronização do sistema telefônico com a telefonia celular que estava sendo implantada em todo o estado.

## Religião

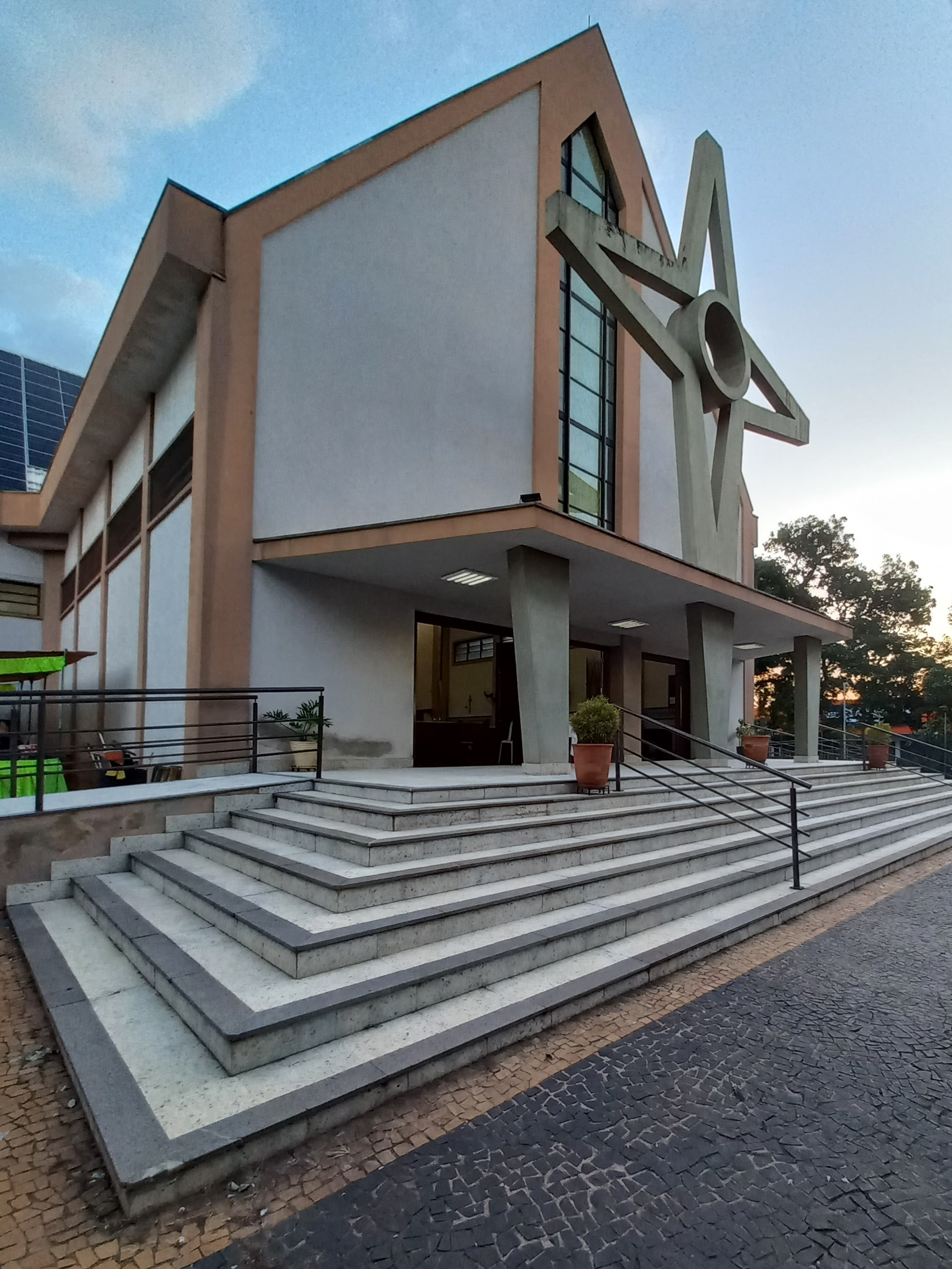
Igreja matriz.

O Cristianismo se faz presente na cidade da seguinte forma:

### Igreja Católica
- A igreja faz parte da Diocese de Piracicaba.[14]

### Igrejas Evangélicas
Entre as igrejas protestantes históricas, pentecostais e neopentecostais, encontram-se na cidade:
- Assembleia de Deus Ministério do Belém.[16][17]
- Congregação Cristã no Brasil.[18]